# Jan Stráský
Jan Stráský (Pilsen, 24 de diciembre de 1940-Štěrboholy (Praga), 6 de noviembre de 2019) fue un político y banquero checo. En 1992 fue el último primer ministro de Checoslovaquia. Posteriormente asumió los ministerios de transporte (1993-1995) y salud (1995-1998). Miembro del Consejo Nacional checo y de la Cámara de Diputados. Formó parte del Partido Democrático Cívico, y más tarde, de la Unión de la Libertad.

## Biografía
En 1958 se graduó de la Business Academy en Plzeň y empezó a trabajar en una sucursal del Banco Estatal de Checoslovaquia en Blovice (Pilsen). De allí se trasladó a una sucursal en Praga. Estudió filosofía y economía política en la Facultad de filosofía del Reino Unido (1963-1970). En 1964 ingresó en el Partido Comunista Checo, donde permaneció hasta 1969 en que lo abandonó, siendo expulsado un año después.
Trabajó en el Banco del Estado hasta que en 1990 compartió despacho con Vaclav Klaus. Desde entonces, asumió diversos cargos: vicepresidente ejecutivo de Komerční banka (1990-91), y director de la Administración del Parque Nacional Šumava (2011-2012)
Estaba casado con Božena Kuklová. Cuando cumplió setenta años, en diciembre de 2010, recibió la Placa de Plata del presidente de la República en el Castillo de Praga. Falleció el 6 de noviembre de 2019 en la capital checa a los 78 años de edad.